# Pericoma diversa
Pericoma diversa és una espècie d'insecte dípter pertanyent a la família dels psicòdids que es troba a Europa: les illes Britàniques, França, Lituània, l'Estat espanyol i Grècia.